# Катастрофа Ил-14 на Камчатке
Катастрофа Ил-14 на Камчатке — авиационная катастрофа пассажирского самолёта Ил-14П авиакомпании Аэрофлот, произошедшая в субботу 1 января 1966 года в Камчатской области, при этом погибли 23 человека.

## Самолёт
Ил-14П с регистрационным номером CCCP-61618 (заводской — 602108, серийный — 21-08) был выпущен в 1957 году. На момент происшествия относился к 1-му Магаданскому объединённому авиационному отряду (185 лётный отряд) Магаданского управления гражданской авиации. Общая наработка самолёта составляла 12 368 лётных часов и 11 356 циклов «взлёт-посадка».

## Экипаж
- Командир воздушного судна — Юрчак Петр Иванович
- Второй пилот — Максимов Евгений Николаевич
- Бортмеханик — Деменок Владимир Григорьевич
- Штурман — Шулев Валентин Михайлович
- Бортрадист — Александров Олег Сергеевич

## Катастрофа
Самолёт выполнял пассажирский рейс из Магадана в Петропавловск-Камчатский и в 01:45 МСК с 18 пассажирами и 5 членами экипажа на борту вылетел из аэропорта Сокол, а после набора высоты занял эшелон 3600 метров. В 03:47, когда после взлёта прошло 2 часа 2 минуты, а самолёт следовал на участке  Усть-Хайрюзово — Соболево, экипаж доложил, что у них отказал правый двигатель и зафлюгирован его воздушный винт. Ещё через 15 минут с самолёта доложили о высоте полёта 3300 метров, так как при полёте на одном моторе сохранять заданный эшелон было невозможно. Диспетчер предложил садиться в аэропорту Соболево, но когда командир экипажа Юрчак связался с данным аэропортом, то узнал, что взлётно-посадочная полоса покрыта неукатанным снегом, из-за чего посадка там возможна только «на брюхо», поэтому было принято решение продолжать полёт до аэропорта Елизово (Петропавловск-Камчатский). При пролёте Соболево самолёт находился уже на высоте 2900 метров, при минимально безопасной в данном районе 3100 метров, поэтому руководитель полётов дал экипажу команду садиться на брюхо в аэропорту Усть-Большерецк, так как там также на полосе был неукатанный снег. Однако командир и на сей раз ответил отказом, продолжив полёт до Елизово.
Авиалайнер уклонился влево от маршрута на 25-30 километров и находился уже на высоте 2700 метров, а впереди находилась гора Юрчик высотой 2059 метров. Но командир решил, что разницы по высоте в 600 метров, согласно приборам, будет достаточно и продолжил следовать в данном направлении. Однако вблизи горы самолёт попал в снегопад, сопровождаемый турбулентностью, из-за чего начал быстро терять высоту, а с учётом полёта только на одном двигателе, экипаж уже не мог развернуться и уйти обратно. Примерно в 05:30 МСК (14:30 по местному времени) Ил-14 врезался в гору всего в 10 метрах ниже вершины и полностью разрушился. Когда авиалайнер исчез, то поисковые работы были начаты с большой задержкой из-за плохой погоды в регионе. Лишь через 3 дня, 4 января, обломки самолёта были найдены на горе Юрчик в 60 километрах от Петропавловска-Камчатского. Все 23 человека, что находились на борту, погибли.

## Причины
Согласно выводам комиссии, катастрофа произошла из-за отказа двигателя, который был вызван разрушением головки цилиндра № 12, а также ошибочным решением экипажа продолжать полёт, несмотря на то, что он выполнялся на одном двигателе в сложных погодных условиях и над горной местностью.